# Танах
Танах (иврит: תנ״ך) (IPA: [taˈnax] или [təˈnax], или Tenak) е акроним за това, което се идентифицира като еврейската Библия. На практика това е оригиналното съдържание на старозаветните писания. Акронимът е базиран на основните букви от иврит на всяка от трите части:
- Тора (на иврит: תורה), което означава „закон“. Нарича се още „хумаш“ (на иврит: חומש), означаваща „петте“ или „петте книги на Моисей“, а на български Петокнижие. На гръцки е наречена pentateuch. Тората е често споменавана като законът за евреите.
- Невиим (на иврит: נביאים), означаващо „пророци“. Този термин се асоциира с всичко свързано с пророците.
- Кетувим (на иврит: כתובים), означаващо „писания“ или „агиография“.